# Drummondita wilsonii
Drummondita wilsonii là một loài thực vật có hoa trong họ Cửu lý hương. Loài này được Mollemans mô tả khoa học đầu tiên năm 1993.